# Fosen tingrett

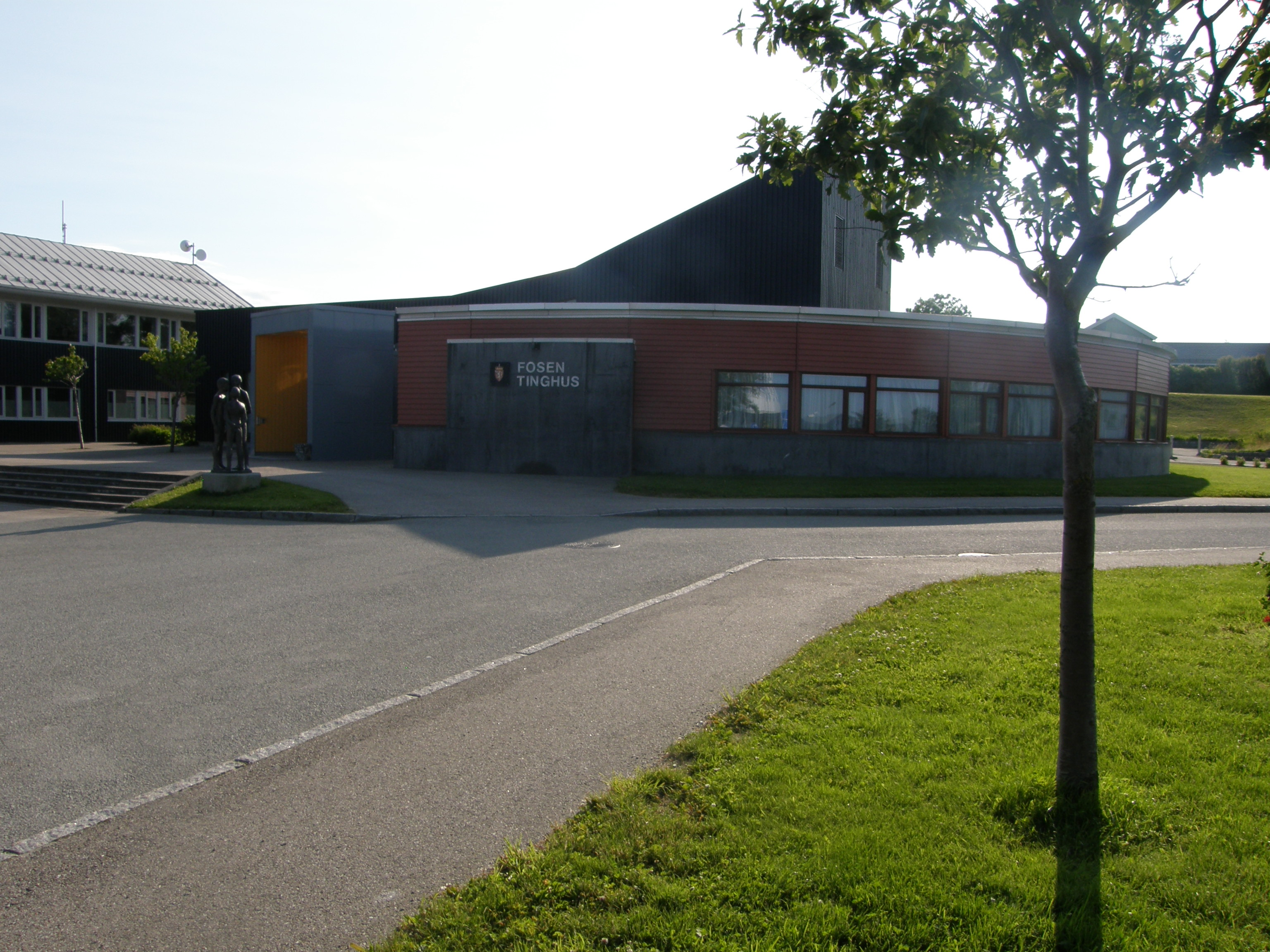
Het Tinghus in Brekstad

Fosen tingrett is een tingrett (kantongerecht) in de Noorse fylke Trøndelag. Het gerecht is gevestigd in Brekstad.  
Het gerechtsgebied omvat de gemeenten Frøya, Hitra, Indre Fosen, Osen, Ørland en Åfjord. Fosen maakt deel uit van het ressort van Frostating lagmannsrett. In zaken waarbij beroep is ingesteld tegen een uitspraak van Fosen zal de zitting van het lagmannsrett meestal worden gehouden in Trondheim.